# Anidiops
Anidiops is een geslacht van spinnen uit de  familie van de Idiopidae (Valdeurspinnen).

## Soorten
- Anidiops manstridgei Pocock, 1897
- Anidiops villosus (Rainbow, 1914)